# リディア・ボジョビッチ
リディア・イリーニチナ・ボジョビッチ（ロシア語: Лидия Ильинична Божович, ラテン文字転写: Lidiya Ilinichna Bozhovich、1908年1月11日 - 1981年7月21日）は、クルスク出身の旧ソビエト連邦の心理学者。ヴィゴツキー門下の五人組の一人。

## 業績
ヴィゴツキーの門下生。学習心理学および人格心理学を専門とした。知識の形式主義に関する問題を調査し、アルキメデスの法則の習得において、生徒にはその法則を教室の中で本人が観察した事例に関連させてのみ知り得る段階があることを明らかにした。生徒は他例を想定できず、新たな状況の場面に対して適用することにも困難を感じた。具体的な諸種の活動に依存する人格形成の基本的諸段階を追究した。「児童期における人格とその形成」において、遊びの中で、子どもに社会的に意味のあるそして社会的に価値のある活動への要求が形成されることを証明した。

## 生涯
ボジョビッチはモスクワ大学在学中に、ヴィゴツキーの指導のもとで、模倣の問題に関する最初の実験研究を行う。モスクワ大学卒業後、精神神経療養学校の教育部主任、クルプスカヤ記念共産主義教育アカデミー心理学講座を経て、1930年代はじめには、有名な心理学者集団（ルリヤ、レオンチェフ、ザポロージェツ、ジンチェンコ）とともに、ハリコフの精神神経学アカデミー心理学部の仕事に参加。第二次世界大戦中は、野戦病院の一つで内科部長として働く。1945年から1975年までソ連教育科学アカデミー一般・教育心理学研究所の実験室長をつとめ、児童および少年の動機・欲求面の特徴と、幼児期における人格形成の法則性について研究した。また、寄宿学校での研究を行い、これはボジョビッチの学究生活上で重要な段階を画するものとなった。そこでは、集団のなかで実際に生活し活動するときの学童の人格を全体的に観察する総合的な研究を組織し、その結果を論文「寄宿学校における児童の心理学的研究」（1960年）にまとめた。そのなかで、ボジョビッチは、人格研究の新しい原則をいくつか立てている。特に、人格特性が、心理学的本性のうえで子どもの習得した一定の行動形態とそれに対応する動機との合金であることが示されている。その後、ボジョビッチの指導のもとに、児童の動機・欲求面での自己評価ならびに要求と理想の水準の役割について実験研究が行われた。30年間にわたって蓄積された、児童の人格に関する詳細な研究データは、ボジョビッチの博士論文にまとめられ、のちの論文「児童期における人格とその形成」（1968年）の基礎になった。1980年代には、ヴィゴツキーの残した学術論文の研究に当たった。モスクワにて死去。

## 著書
- レオンチェフ・ボジョビッチ共編『低学年児童の心理概説』（1950年）

## 論文
- 「無力点母音の規則使用の心理学的分析」（1937年）
- 「知識の習得における形式主義の心理学的分析」（1945年）
- 「正書法の学習における言語的一般化の自覚の意義」（1946年）
- 「学校教育に対する子どもの準備態勢の心理学的問題」（1948年）
- 「心理学的問題としての学習に対する生徒の態度」（1951年）[5]
- 「寄宿学校における児童の心理学的研究」（1960年）
- 「訓育の見地からみた学童の人格形成に関する諸問題」（1963年）（邦訳、伊藤光威訳、明治図書出版『現代ソビエト心理学』、1966年所収）
- 「子どもの人格の形成の年齢的法則性」（1966年）
- 「児童期における人格とその形成」（1968年）[4]
- 「子どもの動機圏の発達をめぐる問題」（1972年）